# Conceição das Pedras
Conceição das Pedras este un oraș în unitatea federativă Minas Gerais (MG), Brazilia.